# 骆驼岭水库
骆驼岭水库是中国吉林省四平市双辽市境内的一座水库，位于新开河上，建于1969年。水库正常库容为439万立方米，集雨面积为170平方千米，海拔为136米。